# Nadia Podoroska
Nadia Podoroska (Rosario, 10 febbraio 1997) è una tennista argentina di origini ucraine.
In carriera si è aggiudicata un titolo WTA in doppio in coppia con Beatriz Haddad Maia. Nei tornei del Grande Slam, vanta la semifinale in singolare all'Open di Francia 2020, diventando la prima argentina dai tempi di Paola Suárez a riuscire in tale impresa e la prima tennista in assoluto a spingersi così lontano partendo dalle qualificazioni. Ha conquistato diversi altri titoli in singolare e in doppio nel circuito ITF.
Predilige il gioco sulla terra battuta, superficie su cui ha raggiunto la maggior parte delle finali disputate a livello ITF. I suoi migliori ranking WTA sono stati il 36º in singolare nel luglio 2021 e il 62º in doppio nell'ottobre 2021.

## Biografia
È cresciuta in una famiglia della classe media a Fisherton, un quartiere di Rosario, fondato alla fine del 1880 dai ferrovieri. Ha due fratelli. È di origine ucraina poiché i suoi nonni erano ucraini, ma non parla affatto la lingua ucraina. Suo padre Marcello era un orologiaio di professione che negli anni è diventato farmacista. Anche sua madre Irene è farmacista. È stata la prima nella sua famiglia a giocare a tennis, sport che ha iniziato a praticare al Fisherton Athletic Club all'età di cinque anni.
I suoi primi anni sul circuito sono stati complicati, a causa delle difficoltà finanziarie per competere a livello internazionale. Alla fine del 2017, ha subito diversi infortuni che hanno messo a repentaglio la sua carriera. Al suo ritorno, ha deciso di andare a vivere ad Alicante, in Spagna, per stabilirsi in Europa e avere maggiori possibilità di gareggiare settimanalmente. Inoltre, ha iniziato ad essere allenata da Juan Pablo Guzmán ed Emiliano Redondi. Alla sua squadra ha aggiunto Pedro Merani, con il quale svolge un allenamento mentale basato su bompu zen e neuroscienze, aspetto che considerava importante per cambiare il suo atteggiamento verso il tennis e le sue partite.

## Carriera

### 2014-2019: Primo titolo WTA in doppio
Nadia Podoroska ha vinto sette titoli in singolare e due in doppio da juniores. Nel 2014 esordisce con la squadra argentina di Fed Cup. Nel 2016 entra per la prima volta nel tabellone principale dell'US Open ed esce di scena al primo turno. Nel maggio 2017 migliora il suo best ranking WTA in singolare, posizionandosi alla posizione numero 158, e in doppio alla 111ª posizione. Nello stesso anno vince in coppia con Beatriz Haddad Maia il torneo di doppio a Bogotà conquistando il suo primo titolo WTA.
All'inizio del 2019 si trasferisce ad Alicante, in Spagna, per allenarsi nell'accademia di tennis dei connazionali Juan Pablo Guzmán ed Emiliano Redondi, che diventano i suoi nuovi coach.

### 2020: Semifinale all'Open di Francia e Top 50
Apre il 2020 con la finale ITF di Malibù, dove si impone in rimonta su Claire Liu. Si aggiudica il secondo torneo ITF della stagione a Petit-Bourg sconfiggendo Harmony Tan. Al WTA 125k di Newport Beach raggiunge la semifinale e, dopo tredici vittorie consecutive, si arrende alla testa di serie nº 5 Madison Brengle. Grazie a questi risultati rientra nella top 200, al 171º posto in classifica.
Viene eliminata nelle qualificazioni di Acapulco da Kaja Juvan. Si qualifica invece per il torneo di Monterrey, grazie alle vittorie in tre sets su Kaja Juvan ed Elisabetta Cocciaretto. All'esordio nel tabellone principale viene eliminata da Lauren Davis. All'ITF $25000 di Irapuato non può disputare i quarti di finale contro Lara Arruabarrena Vecino a causa della pandemia di COVID-19. Il torneo viene annullato e il mondo del tennis si blocca dal 9 marzo al 3 agosto per affrontare l'emergenza.
Rientra al torneo di Palermo e supera le qualificazioni vincendo contro Réka Luca Jani, Ysaline Bonaventure e Océane Dodin; al primo turno del main draw viene sconfitta dalla futura campionessa Fiona Ferro. Non supera le qualificazioni al WTA 250 di Praga e sempre nella capitale ceca prende parte al successivo WTA 125k spingendosi fino alle semifinali; elimina in due parziali nell'ordine Darja Viďmanová, María Camila Osorio Serrano, Cristina Bucșa, Maryna Zanevs'ka e Marina Mel'nikova. Viene fermata da Elisabetta Cocciaretto, che si prende la rivincita dell'eliminazione patita a Monterrey.
In preparazione all'Open di Francia, disputa il torneo ITF $60000 di Saint-Malo e supera senza perdere alcun set Diāna Marcinkēviča, Harmony Tan, Océane Dodin, María Camila Osorio Serrano, per poi cedere in finale a Cristina Bucșa. Questi risultati le consentono di entrare nella Top 150 con il nuovo best ranking alla 130ª posizione della classifica mondiale.
Al Roland Garros ottiene il miglior risultato della carriera in uno Slam; nelle qualificazioni batte in due set Magdalena Fręch, Jaqueline Cristian e Wang Xiyu, nel tabellone principale elimina al primo turno Greet Minnen, nel secondo la testa di serie numero 23 Julija Putinceva in tre set e nel terzo turno lascia solo 5 giochi ad Anna Karolína Schmiedlová, che aveva eliminato Viktoryja Azaranka, reduce dalla finale dello US Open. Negli ottavi si impone su Barbora Krejčíková per 2-6 6-2 6-3 e, nei suoi primi quarti di finale Slam in carriera, sconfigge la nº 5 del mondo Elina Svitolina per 6-2 6-4, diventando la prima tennista donna argentina a raggiungere la semifinale in questo torneo dai tempi di Paola Suárez e la prima in assoluto a raggiungerla partendo dalle qualificazioni. La finale le viene negata dall'altra rivelazione del torneo Iga Świątek, che le concede solo 3 giochi e si aggiudicherà il titolo. Chiude l'anno a Linz, dove raggiunge i quarti battendo Begu e Giorgi prima di essere eliminata da Aleksandrova in due set. Termina l'anno al n° 47 del mondo, suo nuovo best ranking.

### 2021
Comincia la stagione ad Abu Dhabi e cede all'esordio a Sara Sorribes Tormo. Negli ottavi del WTA 500 di Melbourne sconfigge la nº 9 del mondo Petra Kvitová e nei quarti si arrende a Markéta Vondroušová. Non supera il secondo turno all'Australian Open né ai successivi 4 tornei, dove raccoglie soddisfazioni in doppio con le semifinali a Phillip Island e a Monterrey e i quarti al WTA 1000 di Miami. Nella sfida di Billie Jean King Cup persa 3-2 contro il Kazakistan, viene sconfitta in tutti e 3 gli incontri disputati. Si riscatta agli Internazionali d'Italia battendo 7-6, 7-5 al secondo turno la ex nº 1 del mondo Serena Williams prima di cedere in 3 set a Petra Martić al terzo round. Il risultato le vale il nuovo best ranking al 42º posto. Esce a sorpresa nei quarti del successivo Serbia Open per mano della qualificata Ana Konjuh. Al Roland Garros non ripete le grandi prestazioni dell'edizione precedente, uscendo al primo turno e raccogliendo solo 3 giochi contro la testa di serie nº 10 Belinda Bencic. Si consola disputando un ottimo torneo di doppio, dove, in coppia con Irina-Camelia Begu, giunge alla sua prima semifinale slam in carriera nella specialità; nel penultimo atto, Begu/Podoroska vengono sconfitte da Mattek-Sands/Świątek in due set.
In seguito, apre a Berlino la parte di stagione dedicata all'erba: da 5° testa di serie, elimina Guth (6-0 6-3) e Tig (7-6(4) 2-6 6-4) prima di cedere a Kvitová ai quarti in due set. Nel suo primo Wimbledon della carriera, elimina Li (6-4 7-6(1)) prima di perdere contro Martincová.
A Montréal, viene battuta dalla futura vincitrice Camila Giorgi al secondo turno. A Cincinnati esce all'esordio contro Mertens (3-6 4-6). A Cleveland, estromette Bernarda Pera per 6-2 6-4 prima di essere fermata da Aljaksandra Sasnovič. Agli US Open, è sconfitta da Jeļena Ostapenko al primo turno.

### 2022
Esce dalla top100 del ranking WTA a fine gennaio.

## Vita privata
Nel 2022 ha fatto coming out dichiarandosi lesbica, pubblicando fotografie con la sua fidanzata Guillermina Naya, anche lei tennista argentina di livello internazionale. Ha confermato la relazione sentimentale in un'intervista con ClayTenis.com.

## Statistiche WTA

### Doppio

#### Vittorie (1)
| Legenda               | Legenda      |
| --------------------- | ------------ |
| Grande Slam (0)       |              |
| Ori Olimpici (0)      |              |
| WTA Finals (0)        |              |
| WTA Elite Trophy (0)  |              |
| Dal 2009 al 2020      | Dal 2021     |
| Premier Mandatory (0) | WTA 1000 (0) |
| Premier 5 (0)         | WTA 1000 (0) |
| Premier (0)           | WTA 500 (0)  |
| International (1)     | WTA 250 (0)  |

| N. | Data           | Torneo                  | Superficie  | Compagna            | Avversarie in finale               | Punteggio   |
| 1. | 15 aprile 2017 | Copa Colsanitas, Bogotà | Terra rossa | Beatriz Haddad Maia | Verónica Cepede Royg Magda Linette | 6-3, 7-6(4) |

#### Sconfitte (1)
| Legenda               | Legenda      |
| --------------------- | ------------ |
| Grande Slam (0)       |              |
| Argenti Olimpici (0)  |              |
| WTA Finals (0)        |              |
| WTA Elite Trophy (0)  |              |
| Dal 2009 al 2020      | Dal 2021     |
| Premier Mandatory (0) | WTA 1000 (0) |
| Premier 5 (0)         | WTA 1000 (0) |
| Premier (0)           | WTA 500 (0)  |
| International (1)     | WTA 250 (0)  |

| N. | Data           | Torneo                  | Superficie  | Compagna             | Avversarie in finale              | Punteggio |
| 1. | 15 aprile 2018 | Copa Colsanitas, Bogotà | Terra rossa | Mariana Duque Mariño | Dalila Jakupovič Irina Chromačëva | 3-6, 4-6  |

## Circuito WTA 125

### Singolare

#### Vittorie (3)
| N. | Data            | Torneo                          | Superficie  | Avversaria in finale | Punteggio     |
| 1. | 5 febbraio 2023 | Copa Oster, Cali                | Terra rossa | Paula Ormaechea      | 6-4, 6-2      |
| 2. | 31 marzo 2024   | San Luis Open, San Luis Potosí  | Terra rossa | Francesca Jones      | 6-1, 6-2      |
| 3. | 17 agosto 2024  | Barranquilla Open, Barranquilla | Cemento     | Tatjana Maria        | 6-2, 1-6, 6-3 |

### Doppio

#### Sconfitte (1)
| N. | Data             | Torneo                       | Superficie  | Compagna               | Avversarie in finale          | Punteggio |
| 1. | 6 settembre 2020 | TK Sparta Prague Open, Praga | Terra rossa | Giulia Gatto-Monticone | Lidzija Marozava Andreea Mitu | 4-6, 4-6  |

## Statistiche ITF

### Singolare

#### Vittorie (14)
| Torneo $100.000 (0) |
| Torneo $80.000 (0)  |
| Torneo $75.000 (0)  |
| Torneo $60.000 (1)  |
| Torneo $50.000 (0)  |
| Torneo $40.000 (0)  |
| Torneo $25.000 (6)  |
| Torneo $15.000 (0)  |
| Torneo $10.000 (7)  |

| N.  | Data              | Torneo                                                          | Superficie  | Avversaria in finale | Punteggio           |
| 1.  | 25 novembre 2013  | Torneo Club Mundial, Santiago del Cile                          | Terra rossa | Cecilia Costa Melgar | 6–2, 5–7, 3–5, rit. |
| 2.  | 24 marzo 2014     | Copa Regatas, Lima                                              | Terra rossa | Carla Lucero         | 6–3, 6–4            |
| 3.  | 31 marzo 2014     | Copa Sporade, Lima                                              | Terra rossa | Csilla Argyelán      | 6–2, 6–4            |
| 4.  | 26 maggio 2014    | Zlatni Rat Cup, Bol                                             | Terra rossa | Bianca Botto         | 6–1, 6(6)–7, 6–1    |
| 5.  | 9 giugno 2014     | Zlatni Rat Cup, Bol                                             | Terra rossa | Olga Ianchuk         | 6–3, 2–6, 6–2       |
| 6.  | 9 marzo 2015      | Circuito Feminino Future de Tênis, São José dos Campos          | Terra rossa | Victoria Bosio       | 6(6)–7, 7–6(2), 6–3 |
| 7.  | 28 marzo 2016     | Circuito Feminino Future de Tênis, São José dos Campos          | Terra rossa | Gabriela Cé          | 7–6(2), 6–1         |
| 8.  | 27 giugno 2016    | Open GDF SUEZ de la Porte du Hainaut, Denain                    | Terra rossa | Irina Ramialison     | 6–3, 5–7, 6–4       |
| 9.  | 30 giugno 2018    | Open GDF SUEZ du Périgord, Périgueux                            | Terra rossa | Myrtille Georges     | 6–2, 6-0            |
| 10. | 12 maggio 2019    | Torneo Internacional de Tenis Femenino Ciudad de Monzón, Monzón | Cemento     | Cristina Bucșa       | 6–2, 4–6, 6–2       |
| 11. | 12 ottobre 2019   | Forte Village International Tournament, Pula                    | Terra rossa | Martina Trevisan     | 7-6(5), 6-1         |
| 12. | 19 gennaio 2020   | Pepperdine Oracle Pro Series, Malibù                            | Cemento     | Claire Liu           | 4-6, 6-3, 6-3       |
| 13. | 26 gennaio 2020   | Open Féminin de tennis de l'Ile de Saint-Martin, Petit-Bourg    | Cemento     | Harmony Tan          | 7-5, 7-5            |
| 14. | 13 settembre 2020 | Open GDF SUEZ de Bretagne, Saint-Malo                           | Terra rossa | Cristina Bucșa       | 4-6, 7-5, 6-2       |

#### Sconfitte (3)
| Torneo $100.000 (0) |
| Torneo $80.000 (0)  |
| Torneo $75.000 (0)  |
| Torneo $60.000 (1)  |
| Torneo $50.000 (0)  |
| Torneo $40.000 (0)  |
| Torneo $25.000 (0)  |
| Torneo $15.000 (1)  |
| Torneo $10.000 (1)  |

| N. | Data           | Torneo                                                        | Superficie  | Avversaria in finale | Punteggio'    |
| 1. | 23 marzo 2015  | Circuito Feminino Future de Tênis, São José dos Campos        | Terra rossa | Katarzyna Kawa       | 5–7, 6–3, 4–6 |
| 2. | 6 aprile 2015  | Torneo Club Mundial, Santiago del Cile                        | Terra rossa | Fernanda Brito       | 1–6, 0–6      |
| 3. | 14 agosto 2022 | ITF World Tennis Tour Gran Canaria, San Bartolomé de Tirajana | Terra rossa | Julia Grabher        | 4-6, 3-6      |

### Doppio

#### Vittorie (7)
| Torneo $100.000 (0) |
| Torneo $80.000 (0)  |
| Torneo $75.000 (0)  |
| Torneo $60.000 (2)  |
| Torneo $50.000 (0)  |
| Torneo $40.000 (0)  |
| Torneo $25.000 (3)  |
| Torneo $15.000 (1)  |
| Torneo $10.000 (1)  |

| N. | Data              | Torneo                                                   | Superficie  | Compagna              | Avversaria in finale              | Punteggio        |
| 1. | 2 dicembre 2013   | Circuito Feminino Future de Tênis, São José dos Campos   | Terra rossa | Eduarda Piai          | Fernanda Brito Stephanie Petit    | 7–6(4), 7–5      |
| 2. | 6 aprile 2015     | Torneo Club Mundial, Santiago del Cile                   | Terra rossa | Guadalupe Pérez Rojas | Fernanda Brito Eduarda Piai       | 6–4, 6–4         |
| 3. | 30 maggio 2016    | Hódmezővásárhely Ladies Open, Hódmezővásárhely           | Terra rossa | Laura Pigossi         | Irina Maria Bara Lina Gjorcheska  | 6–3, 6–0         |
| 4. | 19 febbraio 2017  | City Of Surprise Women's Open, Surprise                  | Cemento     | Mariana Duque Mariño  | Usue Maitane Arconada Sofia Kenin | 4–6, 6–0, [10–5] |
| 5. | 8 luglio 2017     | Torneo Internazionale Femminile Antico Tiro a Volo, Roma | Terra rossa | Anastasija Komardina  | Quirine Lemoine Eva Wacanno       | 7-6(3), 6-3      |
| 6. | 15 giugno 2018    | Hódmezővásárhely Ladies Open, Hódmezővásárhely           | Terra rossa | Réka Luca Jani        | Danka Kovinić Nina Stojanović     | 6–4, 6–4         |
| 7. | 21 settembre 2018 | Team Luke Hope for Minds Tennis Classic, Lubbock         | Cemento     | Naomi Broady          | Vladica Babic Hayley Carter       | 3–6, 6–2, [10–8] |

#### Sconfitte (5)
| Torneo $100.000 (0) |
| Torneo $80.000 (0)  |
| Torneo $75.000 (0)  |
| Torneo $60.000 (1)  |
| Torneo $50.000 (0)  |
| Torneo $40.000 (0)  |
| Torneo $25.000 (1)  |
| Torneo $15.000 (0)  |
| Torneo $10.000 (3)  |

| N. | Data             | Torneo                                                 | Superficie  | Compagna              | Avversaria in finale                      | Punteggio              |
| 1. | 17 marzo 2014    | Torneo Club Mundial, Santiago del Cile                 | Terra rossa | Sofía Blanco          | Fernanda Brito Camila Silva               | 6–1, 6(5)–7, [7–10]    |
| 2. | 23 marzo 2015    | Circuito Feminino Future de Tênis, São José dos Campos | Terra rossa | Guadalupe Pérez Rojas | Ana Victoria Gobbi Monllau Constanza Vega | 3–6, 6–3, [9–11]       |
| 3. | 29 febbraio 2016 | Circuito Feminino Future de Tênis, Campinas            | Terra rossa | Guadalupe Pérez Rojas | Gabriela Cé Florencia Molinero            | 6–1, 4–6, [4–10]       |
| 4. | 28 marzo 2016    | Circuito Feminino Future de Tênis, São José dos Campos | Terra rossa | Guadalupe Pérez Rojas | Camila Giangreco Campiz Constanza Vega    | 7–6(5), 6(5)–7, [8–10] |
| 5. | 15 aprile 2023   | Axion Open, Chiasso                                    | Terra rossa | Andreea Mitu          | Emily Appleton Julia Lohoff               | 1-6, 2-6               |

## Vittorie contro giocatrici Top 10
| Stagione | 2020 | 2021 | Totale |
| Vittorie | 1    | 2    | 3      |

| #    | Giocatrice      | Ranking | Evento                          | Superficie  | Turno | Punteggio        | Rank. NPR |
| ---- | --------------- | ------- | ------------------------------- | ----------- | ----- | ---------------- | --------- |
| 2020 |                 |         |                                 |             |       |                  |           |
| 1.   | Elina Svitolina | 5       | Open di Francia, Parigi         | Terra rossa | QF    | 6-2, 6-4         | 131       |
| 2021 |                 |         |                                 |             |       |                  |           |
| 2.   | Petra Kvitová   | 9       | Yarra Valley Classic, Melbourne | Cemento     | 3T    | 5-7, 6-1, 7-6(7) | 47        |
| 3.   | Serena Williams | 8       | Internazionali d'Italia, Roma   | Terra rossa | 2T    | 7-6(6), 7-5      | 44        |